# هربرت باترفیلد
هربرت باترفیلد (انگلیسی: Herbert Butterfield; ۷ اکتبر ۱۹۰۰ – ۲۰ ژوئیهٔ ۱۹۷۹) مورخ، فیلسوف تاریخی، استاد دانشگاه، و کتابدار اهل بریتانیا بود. شهرت باترفیلد بیشتر به خاطر دو کتاب با عنوان «تفسیر ویگ از تاریخ» (۱۹۳۱) و «ریشه‌های علم مدرن» (۱۹۴۹) است. تمرکز باترفیلد بر تاریخ‌نگاری و دیدگاهِ دائماً در حال تغییر و تکاملِ بشر از گذشته بود.
کتاب «تفسیر ویگ از تاریخ» به یکی از مشهورترین کتاب‌های درسی تاریخ تبدیل شد و هنوز به طور گسترده مورد مطالعه قرار می‌گیرد. باترفیلد با برداشت ویگ‌ها از تاریخ مشکل داشت، چرا که فکر می‌کرد آن‌ها وقایع تاریخی را مطابق با نیازهای امروز تحریف می‌کنند. باترفیلد در این کتاب به نقد تاریخ‌نگاری در کشور خود متمرکز است؛ اما محتوای آن فراتر از بریتانیا، به نمادی از یک پدیدهٔ عمومی‌تر یعنی ساخته شدن یک خط حماسی از گذشته تا امروز تبدیل شد.